# بني امحمد (تيزي وسلي)
بني امحمد هي إحدى مشيخات المملكة المغربية، تقع في قبيلة جزناية وتتبع جغرافيا لإقليم تازة وإداريًا لتيزي وسلي. يقدر عدد سكانها بـ 14464 نسمة حسب الإحصاء الرسمي للسكان والسكنى لسنة 2004.